# Князева, Раиса Семёновна
Раиса Семёновна Князева (урождённая — Гудкова; 1 сентября 1928 год, село Верхняя Катуховка, Воронежский округ, Центрально-Чернозёмная область — 19 марта 2020) — передовик сельскохозяйственного производства, звеньевая колхоза «Революция» Панинского района Воронежской области. Герой Социалистического Труда (1948).

## Биография
Родилась 1 сентября 1928 года в крестьянской семье в селе Первая Катуховка Воронежской области. Окончила семилетнюю школу. Трудовую деятельность начала в 1946 году в колхозе «Революция» Панинского района. Выполняла подсобные работы, потом была назначена звеньевой полеводческого звена.
В 1947 году полеводческое звено под руководством Раисы Князевой собрало 30,5 центнеров ржи с каждого гектара с участка площадью 8,2 гектара. За эти трудовые достижения была удостоена в 1948 году звания Героя Социалистического Труда.
Делегат XI съезда ВЛКСМ.
В 1950 году переехала в рабочий посёлок Рамонь, где работала на различных производствах до выхода на пенсию в 1983 году.
Проживала в посёлке Рамонь.

## Память
В Панино на Аллее героев установлен бюст Раисы Князевой.

## Награды
- Герой Социалистического Труда — указом Президиума Верховного Совета СССР от 7 мая 1948 года
- Орден Ленина